# Robenílson Vieria
Robenílson Vieira de Jesus (født 24. september 1987 i Salvador) er en brasiliansk amatørbokser, som konkurrerer i vægtklassen fluevægt. Serdambas har ingen større internationale resultater, og fik sin olympiske debut da han repræsenterede Brasilien ved sommer-OL 2008. Her blev han slået ud i ottendedelsfinalen af Anvar Yunusov fra Tadsjikistan i samme vægtklasse.